# Says
Says é uma comuna da Suíça, no Cantão Grisões, com cerca de 156 habitantes. Estende-se por uma área de 14,42 km², de densidade populacional de 11 hab/km². Confina com as seguintes comunas: Calfreisen, Castiel, Trimmis, Valzeina, Zizers.
A língua oficial nesta comuna é o Alemão.